# رورباخ ليه بيتش
رورباخ ليه بيتش هي بلدية في فرنسا، تقع في موزيل، هي عاصمة Canton of Rohrbach-lès-Bitche ‏، بلغ عدد سكانها 2,092 نسمة وذلك حسب إحصائيات سنة 2013، تبلغ مساحتها 13.28 كيلومتر مربع، رمزها البريدي هو 57410.

## الموقع
تشترك في الحدود مع:
- Enchenberg [الإنجليزية]‏
- Bining [الإنجليزية]‏
- Gros-Réderching [الإنجليزية]‏
- Bettviller [الإنجليزية]‏
- Montbronn [الإنجليزية]‏
- Petit-Réderching [الإنجليزية]‏.

## أعلام
- جان سيتلنغر